# 載人飛龍號太空船發射中止測試
載人飛龍號太空船發射中止測試(英語：Crew Dragon Pad Abort Test)，官方稱為SpaceX發射中止測試（SpaceX Pad Abort Test）是SpaceX於2015年5月6日在佛羅里達州卡納維拉爾角空軍基地SLC-40進行的航天器測試。作為NASA商業載人計劃發展的一部分，該測試證明了太空艙的中止系統能力，驗證了安裝在太空艙側面的8具SuperDraco推進器能夠在火箭發射前仍在地面上卻發生故障的情況下快速為其自身提供動力，已逃脫可能爆炸的火箭。這是SpaceX在航天器中止系統上進行的兩項測試之一，另一項是2020年1月19日進行的載人龍飛船飛行中斷測試。